# Chalermpong Kerdkaew
Chalermpong Kerdkaew (taj. เฉลิมพงษ์ เกิดแก้ว, ur. 7 października 1986 w Lopburi) – tajski piłkarz grający na pozycji środkowego obrońcy. Od 2014 roku jest zawodnikiem klubu Nakhon Ratchasima.

## Kariera piłkarska
Swoją karierę piłkarską Kerdkaew rozpoczął w klubie Lopburi FC. W 2007 roku zadebiutował w jego barwach w Thai Premier League. W 2008 roku przeszedł do klubu Buriram United. W sezonie 2008 wywalczył z nim mistrzostwo Tajlandii. W latach 2010–2011 był wypożyczony do Buriram FC. W 2012 wrócił do Buriram United i zdobył z nim Puchar Tajlandii.
W 2013 roku Kerdkaew przeszedł do Chainat Hornbill. Zadebiutował w nim 27 marca 2013 w przegranym 0:1 wyjazdowym meczu z Buriram United. W Chainat Hornbill grał przez rok.
W 2014 roku Kerdkaew został zawodnikiem Nakhon Ratchasima. W sezonie 2014 awansował z nim z First Division do Premier League.
| Sezon | Klub              | Kraj      | Rozgrywki      | Mecze | Gole |
| ----- | ----------------- | --------- | -------------- | ----- | ---- |
| 2007  | Lopburi FC        | Tajlandia | Premier League | 20    | 0    |
| 2008  | PEA Bangkok       | Tajlandia | Premier League | ?     | ?    |
| 2009  | PEA Bangkok       | Tajlandia | Premier League | ?     | ?    |
| 2010  | Buriram PEA       | Tajlandia | Premier League | ?     | ?    |
| 2010  | Buriram FC        | Tajlandia | First Division | ?     | ?    |
| 2011  | Buriram FC        | Tajlandia | First Division | ?     | ?    |
| 2012  | Buriram United    | Tajlandia | Premier League | ?     | ?    |
| 2013  | Chainat Hornbill  | Tajlandia | Premier League | 22    | 0    |
| 2014  | Nakhon Ratchasima | Tajlandia | First Division | ?     | 0    |
| 2015  | Nakhon Ratchasima | Tajlandia | Premier League | 28    | 0    |
| 2016  | Nakhon Ratchasima | Tajlandia | Premier League | 24    | 0    |
| 2017  | Nakhon Ratchasima | Tajlandia | Premier League | 29    | 0    |
| 2018  | Nakhon Ratchasima | Tajlandia | Premier League | 28    | 0    |

## Kariera reprezentacyjna
W reprezentacji Tajlandii Kerdkaew zadebiutował 6 czerwca 2017 roku w przegranym 0:2 towarzyskim meczu z Uzbekistanem. W 2019 roku powołano go do kadry na Puchar Azji.